# Trópico

La zona intertropical, aquí marcada en rojo, está definida por el trópico de Cáncer al norte y el trópico de Capricornio al sur y el clima tropical predomina.

Trópico proviene del latín tropĭcus, y este del griego τροπικός [tropikós], que significa ''vuelta''. El plano horizontal en el cual se produce el movimiento de traslación de la Tierra alrededor del Sol se conoce como plano de la eclíptica. Ya que el eje de rotación de la Tierra no es perpendicular al plano de la elíptica, la intersección de este plano con la esfera no coincide con el plano ecuatorial terrestre. Dentro de la región tropical se cumple que al menos un día al año el Sol está en lo más alto del cielo (la altura del Sol en su cenit es 90° con lo que son puntos subsolares). La latitud máxima a la que la eclíptica corta a la esfera terrestre es de 23° 26′ 14″ N y 23° 26′ 14″ S (en 2015); por lo que los paralelos que pasan por estas latitudes tienen una relevancia especial y se los conoce como:
- trópico de Cáncer, en el hemisferio norte
- trópico de Capricornio, en el hemisferio sur

## Zona intertropical

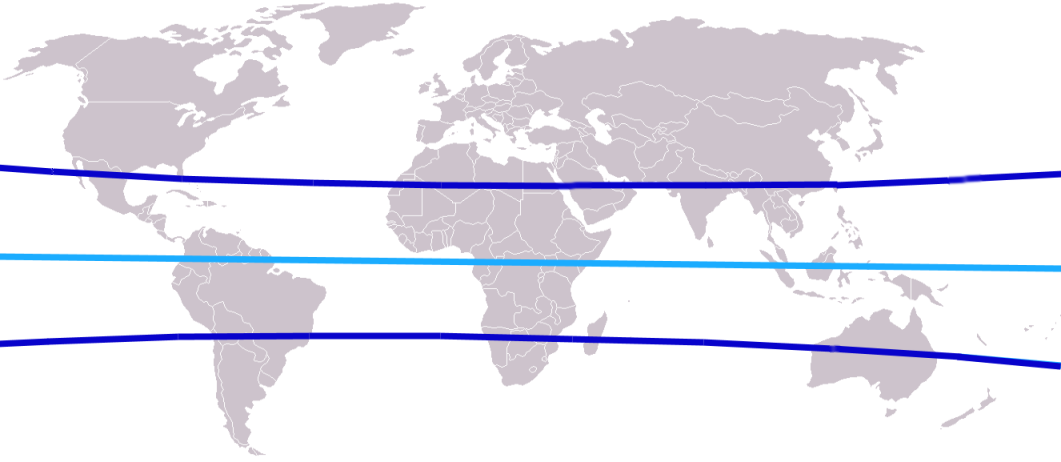
Mapa mostrando la Zona intertropical

La región comprendida entre los dos trópicos se conoce como zona intertropical, tórrida o tropical, aunque la primera denominación tiende a reemplazar a las dos últimas en aras de la exactitud; desde el punto de vista biogeográfico, los trópicos pueden extenderse más allá de los paralelos de Cáncer y Capricornio, v. gr., la península de la Florida en los Estados Unidos yace en los subtrópicos (latitud mayor a 23° 26′ N), pero aloja muchas especies características de los trópicos del Nuevo Mundo, en parte debido al efecto atemperante del clima que brinda la corriente del Golfo. Igualmente, los valles medio y bajo del río Paraná son subtropicales, pero forman parte de la región biogeográfica neotropical que incluye la Patagonia y demás regiones australes del continente. De la misma forma, y en sentido inverso, también los climas secos de las zonas subtropicales (inmediatamente al norte del trópico de Cáncer o al sur del trópico de Capricornio) pueden extenderse dentro de la zona intertropical en las costas occidentales de los continentes. Estas observaciones se justifican por el hecho de que las líneas de los trópicos constituyen un concepto matemático (geométrico, más propiamente), mientras que los conceptos de clima o de la biogeografía, son netamente geográficos y la latitud apenas es uno de los cinco factores que modifican estos conceptos.

## Locuciones
- Año tropical
- Trópico de Cáncer
- Trópico de Capricornio

## Los círculos polares
Son los paralelos que se encuentran a 66° 33′ al sur o al norte respecto al Ecuador, donde los rayos del sol llegan de forma oblicua haciendo que en esta latitud se produzcan 24 horas seguidas de oscuridad o luz una vez al año, aumentando hasta el máximo de 6 meses de luz u oscuridad seguidos en los Polos (90° norte y 90° sur). Las latitudes 66° 33′ 46″ N y 66° 33′ 46″ S corresponden respectivamente a los círculos polares ártico y antártico.

## Características generales
La zona intertropical húmeda es un mundo con mucha lluvia, lo cual es bueno para la agricultura. Toda esta zona tropical ocupa el 20 % de la tierra emergida, representando el 40 % de la tierra útil para el ser humano, y acoge a algo más del 40 % de la población mundial, aunque con una desigual distribución en el territorio.